# Atotonilco el Grande
Atotonilco el Grande är en ort i Mexiko.   Den ligger i kommunen Atotonilco el Grande och delstaten Hidalgo, i den sydöstra delen av landet, 110 km nordost om huvudstaden Mexico City. Atotonilco el Grande ligger 2 099 meter över havet och antalet invånare är 6 871.
Terrängen runt Atotonilco el Grande är huvudsakligen kuperad, men den allra närmaste omgivningen är platt. Terrängen runt Atotonilco el Grande sluttar norrut. Runt Atotonilco el Grande är det ganska glesbefolkat, med 27 invånare per kvadratkilometer. Närmaste större samhälle är Pachuca de Soto, 20,0 km söder om Atotonilco el Grande. I omgivningarna runt Atotonilco el Grande växer huvudsakligen savannskog.